# Igornay
Igornay est une commune française située dans le département de Saône-et-Loire, en région Bourgogne-Franche-Comté.

## Géographie

### Géologie
La commune repose sur le gisement de schiste bitumineux d'Autun daté de l'Autunien (−299 et −282 millions d'années).

### Climat
Pour des articles plus généraux, voir Climat de la Bourgogne-Franche-Comté et Climat de Saône-et-Loire.
En 2010, le climat de la commune est de type climat océanique dégradé des plaines du Centre et du Nord, selon une étude du Centre national de la recherche scientifique s'appuyant sur une série de données couvrant la période 1971-2000. En 2020, Météo-France publie une typologie des climats de la France métropolitaine dans laquelle la commune est exposée à un climat océanique altéré et est dans la région climatique Lorraine, plateau de Langres, Morvan, caractérisée par un hiver rude (1,5 °C), des vents modérés et des brouillards fréquents en automne et hiver.
Pour la période 1971-2000, la température annuelle moyenne est de 10,6 °C, avec une amplitude thermique annuelle de 17,1 °C. Le cumul annuel moyen de précipitations est de 857 mm, avec 11,8 jours de précipitations en janvier et 7,4 jours en juillet. Pour la période 1991-2020, la température moyenne annuelle observée sur la station météorologique de Météo-France la plus proche, « Arnay_sapc », sur la commune de Saint-Prix-lès-Arnay à 12 km à vol d'oiseau, est de 10,5 °C et le cumul annuel moyen de précipitations est de 799,9 mm. 
La température maximale relevée sur cette station est de 39,1 °C, atteinte le 24 juillet 2019 ; la température minimale est de −18,1 °C, atteinte le 20 décembre 2009,,.
Les paramètres climatiques de la commune ont été estimés pour le milieu du siècle (2041-2070) selon différents scénarios d'émission de gaz à effet de serre à partir des nouvelles projections climatiques de référence DRIAS-2020. Ils sont consultables sur un site dédié publié par Météo-France en novembre 2022.

## Urbanisme

### Typologie
Au 1er janvier 2024, Igornay est catégorisée commune rurale à habitat dispersé, selon la nouvelle grille communale de densité à sept niveaux définie par l'Insee en 2022.
Elle est située hors unité urbaine. Par ailleurs la commune fait partie de l'aire d'attraction d'Autun, dont elle est une commune de la couronne,. Cette aire, qui regroupe 42 communes, est catégorisée dans les aires de moins de 50 000 habitants,.

### Occupation des sols
L'occupation des sols de la commune, telle qu'elle ressort de la base de données européenne d’occupation biophysique des sols Corine Land Cover (CLC), est marquée par l'importance des territoires agricoles (52,4 % en 2018), une proportion sensiblement équivalente à celle de 1990 (53,1 %). La répartition détaillée en 2018 est la suivante : prairies (47,6 %), forêts (44 %), zones urbanisées (3,6 %), terres arables (3,4 %), zones agricoles hétérogènes (1,3 %). L'évolution de l’occupation des sols de la commune et de ses infrastructures peut être observée sur les différentes représentations cartographiques du territoire : la carte de Cassini (XVIIIe siècle), la carte d'état-major (1820-1866) et les cartes ou photos aériennes de l'IGN pour la période actuelle (1950 à aujourd'hui).

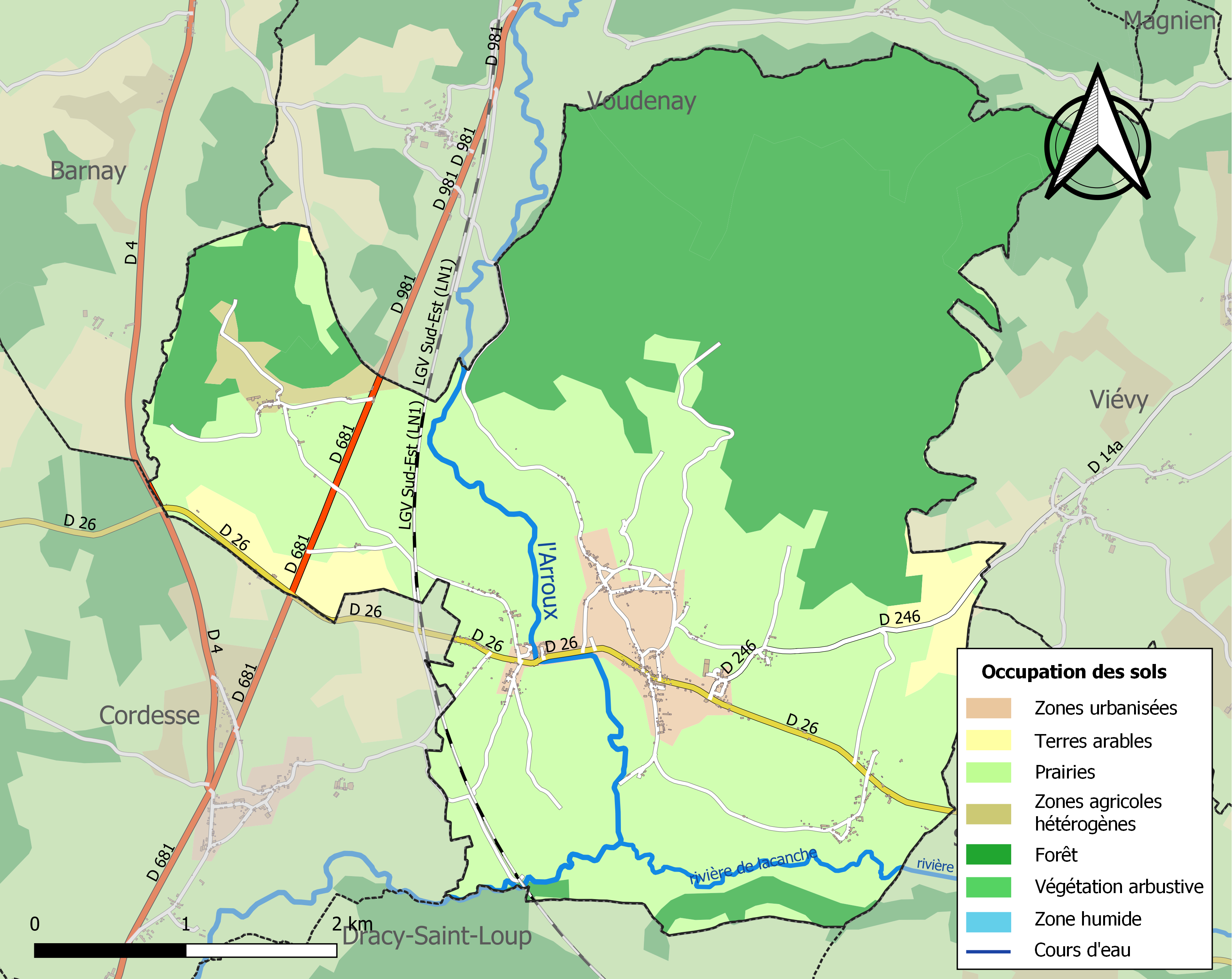
Carte des infrastructures et de l'occupation des sols de la commune en 2018 (CLC).

## Toponymie
Le nom « Igornay » a pour origine « Isgronna », qui signifie deux rivières.

## Histoire
Des outils et des armes préhistoriques y ont été découverts sur les collines près de sources d'eau.
16 et 17 août 1440 : consécration de l'église paroissiale d'Igornay, dédiée à saint Symphorien, avec celle des autels ainsi que 
la bénédiction du cimetière par Antoine Buisson, évêque de Bethléem, et Jean Rolin, cardinal et évêque d’Autun. Cette cérémonie avait été menée à la requête de Guillaume de Sercey, seigneur d'Igornay, qualifié de « bailli d'épée de Chalon » et maître des 
foires de Chalon (il avait épousé Marie de Montjeu, dame d'Antully, et fut inhumé à la cathédrale d’Autun, dans la chapelle Saint-Antoine, dite de Champallement).
En 1789, en préparation des États généraux, les habitants d'Igornay élisent deux députés de commune : le sieur Lazare-Marie Darcy et Michel Gagniare, tous deux marchands à Igornay. Cette élection prend lieu suivant le procès verbal du 15 mars rédigé par devant Hugue Gagniare, procureur d'office. Les deux députés élus siégeront lors de l'assemblée préliminaire du 17 du même mois, accompagnés des députés des bourgs, paroisses et communautés de campagne alentour. Cette assemblée aboutira à l'élection de 38 députés pour représenter le tiers-état du bailliage principal d'Autun.
L'élection des représentants d'Igornay est accompagnée de la rédaction d'un cahier de doléances en exécution des ordres de sa Majesté du 24 janvier 1789, pour la convocation des États généraux. Ce dernier aborde les thématiques suivantes : la nécessité de l’assemblée périodique des États généraux ; une équité dans les représentants des trois ordres pour la formation des États généraux ; la formation des états provinciaux ; la réformation des codes Civil et Criminel ; l'abolition des Lettres de Committimus ; l'abolition des main-mortes, cens, redevance et autres servitudes ; la souveraineté des juges des seigneurs jusqu’à la somme de 50 livres ; la décharge de la solidité pour le paiement des redevances seigneuriales ;  les taux usuraires.
La première exploitation du schiste bitumineux d'Autun commence en 1824 sur la commune, après la découverte de cette ressource en 1813. Le village connait une forte expansion à la fin du XIXe siècle et au début du XXe siècle, liée à cette exploitation industrielle, avec la concession de plusieurs concessions minières.

## Culte
Igornay relève de la paroisse Notre-Dame du Morvan, qui a son siège à Lucenay-l'Évêque et regroupe quatorze communes (et 5 000 habitants environ).

## Politique et administration
| Période                                  | Période       | Identité           | Étiquette | Qualité |
| ---------------------------------------- | ------------- | ------------------ | --------- | --- |
| Les données manquantes sont à compléter. |               |                    |           | |
|                                          |               |                    |           | |
|                                          | 1770          | Pernot             |           | Vicaire |
| 1771                                     | Décembre 1792 | Duvernoy           |           | Curé |
| Décembre 1792                            | Juillet 1794  |                    |           | |
| Juillet 1794                             | 1795          | Lazare Marie Darcy |           | Juge de paix au canton de Cordesse, Bourgeois à Igornay, marchand-fermier à La Tagnière, Propriétaire à Autun. |
| 1795                                     | Mai 1796      | Jean Balleraux     |           | |
| Mai 1796                                 | Octobre 1800  | Michel Gagniare    |           | Propriétaire et cultivateur                                                                                    |
| Octobre 1800                             | Mars 1818     | Jean Lacomme       |           | |
| Mars 1818                                | Juillet 1825  | Jean Gagniare      |           | |
| Juillet 1825                             | Octobre 1828  | Jean Bergeret      |           | |
| Janvier 1829                             | Décembre 1841 | Claude Lacomme     |           | |
| Décembre 1841                            | Octobre 1846  | Joseph Ballereau   |           | |
| Octobre 1846                             | Juin 1855     | Jean Gagniare      |           | |
| Juin 1855                                | Décembre 1862 | Jean Derozereuil   |           | |
| Décembre 1862                            | Mai 1867      | Jean Gagniare      |           | |
| Novembre 1870                            | Novembre 1870 | Jean Prieur        |           | |
| Novembre 1870                            | Décembre 1872 | Auguste Roche      |           | |
| Décembre 1872                            | Février 1873  | Jean Dozereuil     |           | |
| Janvier 1873                             | Février 1874  | Auguste Roche      |           | |
| Février 1874                             | Décembre 1877 | Jean Prieur        |           | |
| Décembre 1877                            | Mai 1884      | Auguste Roche      |           | |
| Mai 1884                                 | 1902          | Lazare Guignot     |           | |
| Les données manquantes sont à compléter. |               |                    |           | |
|                                          |               |                    |           | |
| mars 1989                                | mars 2008     | Jacques Roy        |           | Enseignant |
| mars 2008                                | en cours      | Camille Fichot     |           | Artisan, Entrepreneur                                                                                          |

## Démographie
L'évolution du nombre d'habitants est connue à travers les recensements de la population effectués dans la commune depuis 1793. Pour les communes de moins de 10 000 habitants, une enquête de recensement portant sur toute la population est réalisée tous les cinq ans, les populations de référence des années intermédiaires étant quant à elles estimées par interpolation ou extrapolation. Pour la commune, le premier recensement exhaustif entrant dans le cadre du nouveau dispositif a été réalisé en 2008.

En 2022, la commune comptait 513 habitants, en évolution de −6,22 % par rapport à 2016 (Saône-et-Loire : −1,06 %, France hors Mayotte : +2,11 %).
| 1793 | 1800 | 1806 | 1821 | 1831 | 1836 | 1841 | 1846 | 1851 |
| ---- | ---- | ---- | ---- | ---- | ---- | ---- | ---- | ---- |
| 558  | 565  | 568  | 649  | 688  | 736  | 735  | 757  | 786  |

| 1856 | 1861 | 1866  | 1872  | 1876  | 1881  | 1886  | 1891  | 1896 |
| ---- | ---- | ----- | ----- | ----- | ----- | ----- | ----- | ---- |
| 795  | 890  | 1 018 | 1 024 | 1 158 | 1 222 | 1 156 | 1 141 | 929  |

| 1901 | 1906 | 1911 | 1921 | 1926 | 1931 | 1936 | 1946 | 1954 |
| ---- | ---- | ---- | ---- | ---- | ---- | ---- | ---- | ---- |
| 815  | 757  | 670  | 590  | 791  | 552  | 556  | 524  | 462  |

| 1962 | 1968 | 1975 | 1982 | 1990 | 1999 | 2006 | 2008 | 2013 |
| ---- | ---- | ---- | ---- | ---- | ---- | ---- | ---- | ---- |
| 401  | 386  | 402  | 459  | 540  | 498  | 501  | 502  | 545  |

| 2018 | 2022 | - | - | - | - | - | - | - |
| ---- | ---- | - | - | - | - | - | - | - |
| 530  | 513  | - | - | - | - | - | - | - |

## Lieux et monuments
Sont à voir à Igornay :
- le château d'Igornay ;
- L’église Saint-Symphorien, qui s’élève un peu hors du village et qui a été construite entre 1840 et 1844 en remplacement de l'église du XVe siècle (démolie en 1838), édifice ayant conservé une belle statuaire : Christ en croix (XVIe siècle, en bois peint), Vierge à l’Enfant écrasant le serpent (bois doré, XVIIIe), Vierge à l'Enfant tenant le globe (en bois polychrome, fin du Moyen Âge), saint Quentin vêtu d’un pagne et portant une palme (en bois, XVIIIe), sainte martyre portant l’épée de son supplice (bois polychrome, XVIIIe) et sainte Philomène (en bois doré, XIXe siècle)[22] ;
- un moulin à eau ;
- une passerelle ;
- une cascade.

Le château « Pouefou » en jargon local sur la montagne du Bessay, versant route de Dijon[pas clair].

## Pour approfondir